# Tamara Koba
Tamara Koba (née le 24 février 1957) est une athlète ukrainienne, spécialiste des courses de fond et de demi-fond.

## Biographie
Concourant sous les couleurs de l'URSS, elle remporte la médaille d'or du 1 500 mètres lors des Championnats d'Europe en salle 1980 de Sindelfingen, en Allemagne de l'Ouest, en devançant dans le temps de 4 min 12 s 5 la Polonaise Anna Bukis et l'Irlandaise Mary Purcell.

### Palmarès
| Date | Compétition                    | Lieu         | Résultat | Épreuve |
| ---- | ------------------------------ | ------------ | -------- | ------- |
| 1980 | Championnats d'Europe en salle | Sindelfingen | 1re      | 1 500 m |

### Records
| Épreuve | Épreuve   | Performance   | Lieu      | Date            |
| ------- | --------- | ------------- | --------- | --------------- |
| 1 500 m | Plein air | 4 min 01 s 66 | Leningrad | 26 juillet 1981 |
| 1 500 m | Salle     |               |           |                 |